# Bethlehem (Wirginia Zachodnia)
Bethlehem – wieś w Stanach Zjednoczonych, w stanie Wirginia Zachodnia, w hrabstwie Ohio.